# Norsminde Fjord
Norsminde Fjord er en fjord beliggende ca. 20 km syd for Aarhus. Den er cirka. 3 km lang og ½ km bred, og dækker et areal på 187 ha. Den danner grænse mellem Odder- og Aarhus Kommune, og tidligere mellem Ning og Hads Herred. 
Fjorden er lavvandet med en gennemsnitsdybde på blot 60 cm. Norsminde Fjord blev vildtreservat allerede i 1942, og har stor betydning som rasteplads for fugle i træktiden og som vinterkvarter. Der er i træktiden 8.000-10.000 rastende fugle i området, hovedsagelig ande- og vadefugle. Hele fjorden og store dele af de tilstødende landarealer er beskyttet som Natura 2000-område nr. 59 Kysing Fjord og er fuglebeskyttelsesområde. Fjorden får det meste af sit vand fra Odder Å, der afvander området omkring Odder. Der er forbud mod at drive jagt på fjorden, ligesom der er forbud mod sejlads med motorbåde.
Ved fjordens udløb i Norsminde er der i 1964 bygget en sluse, der skal beskytte de lave arealer omkring fjorden mod oversvømmelse. Slusen lukker automatisk, når vandstanden i Århus Bugt ud for er 35 cm. over daglig vande.
Norsminde Fjord var tidligere næsten dobbelt så stor som nu, men omkring 1830 blev den sydlige del, Kysing Fjord, inddæmmet, afvandet og opdyrket. Et mislykket forsøg på udvidelse af inddæmningen skabte reservatet "Det Herreløse", som nu ligger hen som rørskov. 

## Fredning
En del af den tidligere Kysing Fjord, i alt  50 hektar strandeng og afvandet agerjord, lige syd for den nuværende fjord, blev fredet 1970 .